# Cabo Delgado (provins)
Cabo Delgado er den nordligste provins i Mozambique. Provinsen har en befolkning på 1.287.814 indbyggere (1997) og et areal på 82.625 km². Pemba er hovedby i provinsen. I tillæg til at grænse til Tanzania, grænser den til provinserne Nampula og Niassa. 
25. september 1964 angreb FRELIMO-soldater med hjælp fra befolkningen i området, en administrativ afdeling i provinsen. Dette angreb markerede begyndelsen på den bevæbnede kamp mod den portugisiske koloniale besættelse i Mozambique.
12°45′S 39°30′Ø / 12.75°S 39.5°Ø